# Bostrichopyga crassipes
Bostrichopyga crassipes är en tvåvingeart som först beskrevs av Zetterstedt 1838.  Bostrichopyga crassipes ingår i släktet Bostrichopyga och familjen kolvflugor. Arten är reproducerande i Sverige. Inga underarter finns listade i Catalogue of Life.